# Trichomanes bicorne
Trichomanes bicorne är en hinnbräkenväxtart som beskrevs av William Jackson Hooker. Trichomanes bicorne ingår i släktet Trichomanes och familjen Hymenophyllaceae. Inga underarter finns listade.